# Netzpolitik.org
Netzpolitik.org (Eigenschreibweise netzpolitik.org e. V.) ist eine deutschsprachige Nachrichten-Website zu digitalen Freiheitsrechten und anderen netzpolitischen Themen und befasst sich unter anderem mit staatlicher Überwachung, Open-Source-Software, Telekommunikationsgesetzen sowie schöpferischem Gemeingut und einer freien Wissensgesellschaft.
Die Website wurde 2002 von dem Journalisten Markus Beckedahl als Blog gegründet und wird mittlerweile von einer fest angestellten Redaktion betrieben.

## Geschichte

### Anfänge
Nach eigenen Angaben ist das Blog heute eine Plattform „für digitale Freiheitsrechte“, die die „wichtigen Fragestellungen rund um Internet, Gesellschaft und Politik“ aufzeigen sowie Hilfestellungen geben will, wie man sich mit „Hilfe des Netzes für digitale Freiheiten und Offenheit engagieren kann“. Beschrieben werden soll, „wie die Politik das Internet durch Regulation verändert und wie das Netz Politik, Öffentlichkeiten und alles andere verändert.“ Das Blog versteht sich als „journalistisches Angebot“, sehe sich jedoch nicht als „neutral“. Haltung sei vielmehr, sich für „Freiheit, Solidarität und Gemeinwohl“ einzusetzen.
Markus Beckedahl sah das Blog als „Mittelding zwischen Nichtregierungsorganisation und Medium, vergleichbar mit einer Mischung aus Greenpeace und taz“. Neben Beckedahl gehören oder gehörten unter anderem Linus Neumann, Andre Meister, Constanze Kurz, Ulf Buermeyer und der 2011 verstorbene Jörg-Olaf Schäfers zu den regelmäßigen Autoren.
In den „Deutschen Blogcharts“, die bis Januar 2014 geführt wurden, war Netzpolitik zuletzt auf Platz 22 der am häufigsten von anderen Blogs verlinkten Blogs zu finden. Technisch basiert das Blog auf der Software WordPress.
Mit Stand von Mai 2024 umfasst das Blog nach eigenen Angaben über 28.000 Artikel von mehr als 100 Autoren. Der feste Autorenstamm wird auf mehr als 36 Autoren und Kolumnisten beziffert, im Team von netzpolitik.org arbeiten 21 Angestellte.

### Entwicklung
Neben den einfachen Beiträgen werden auch nicht selten Dokumente von Behörden veröffentlicht, die z. B. als Verschlusssache – nur für den Dienstgebrauch – eingestuft sind, wie z. B. das Gutachten des Bundesamtes für Verfassungsschutz zur Partei Alternative für Deutschland, oder das „Framing-Gutachten“ der ARD. Veröffentlicht wurden auf dem Blog auch Protokolle aus dem NSA-Untersuchungsausschuss des Bundestags sowie die Wortprotokolle des Pegasus-Untersuchungsausschusses des Europäischen Parlaments zur Aufklärung der Staatstrojaner-Einsätze in Europa.
Zusätzlich zu den Artikeln existiert auch ein Podcast, der heute in zwei Formaten unregelmäßig erscheint. Die erste Episode ist vom 6. März 2006.
Im Jahr 2022 beendete Markus Beckedahl seine Tätigkeit als Chefredakteur, die er seit der Gründung ausführte. Seine Nachfolger sind Anna Biselli und Daniel Leisegang. Beckedahl schied im März 2024 gänzlich aus der Redaktion aus, zwei Jahre nach der Übergabe an das neue Chefredaktionsteam.

### Ermittlungen wegen Verdachts des Landesverrats

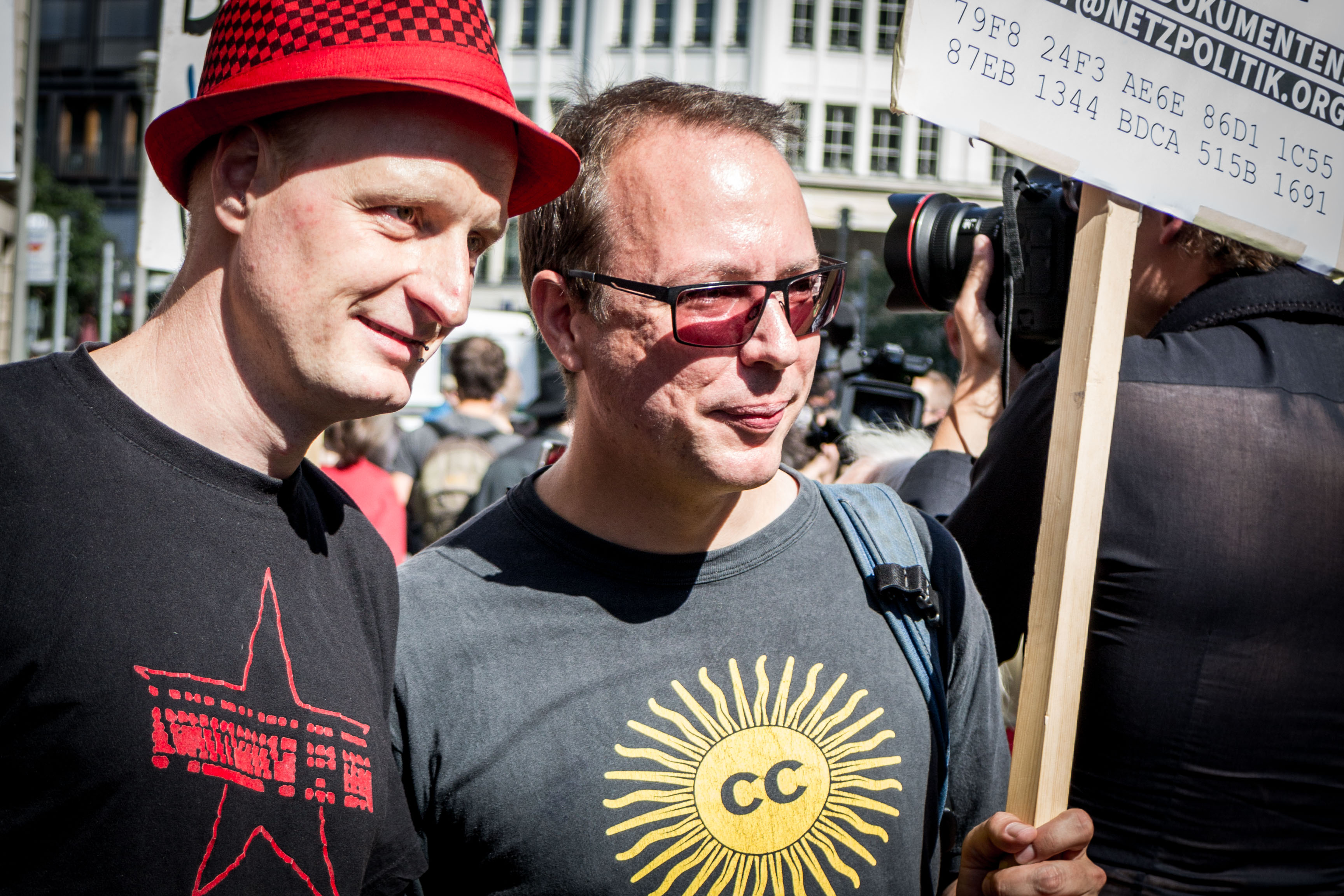
Netzpolitik.org-Autoren Andre Meister (links) und Markus Beckedahl bei der Protestveranstaltung gegen die Landesverrat-Ermittlungen am 1. August 2015 in Berlin

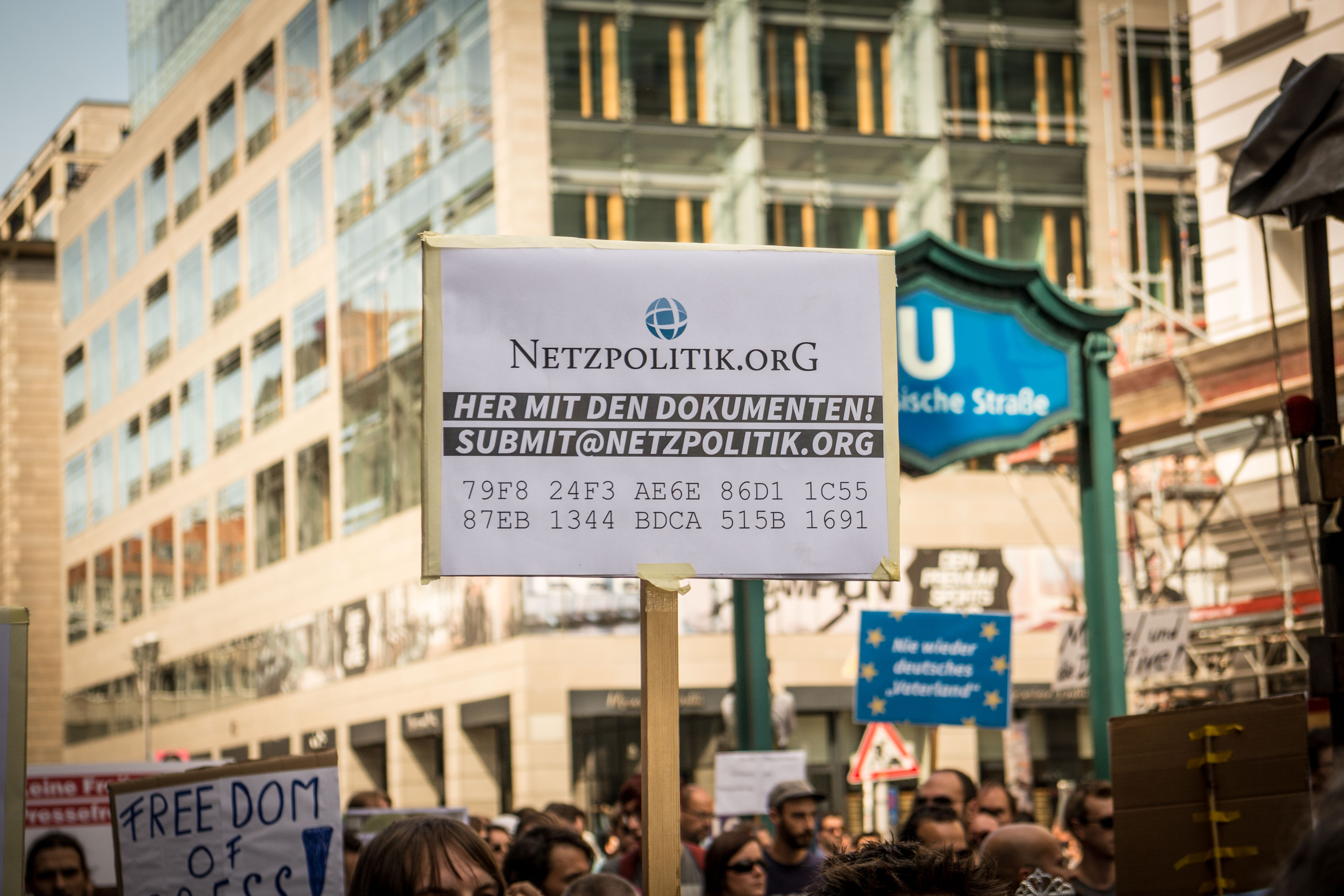
Protestveranstaltung gegen die Landesverrat-Ermittlungen am U-Bahnhof Französische Straße in Berlin. Auf dem Plakat ist der Fingerabdruck des openPGP-Schlüssels von netzpolitik.org abgebildet.

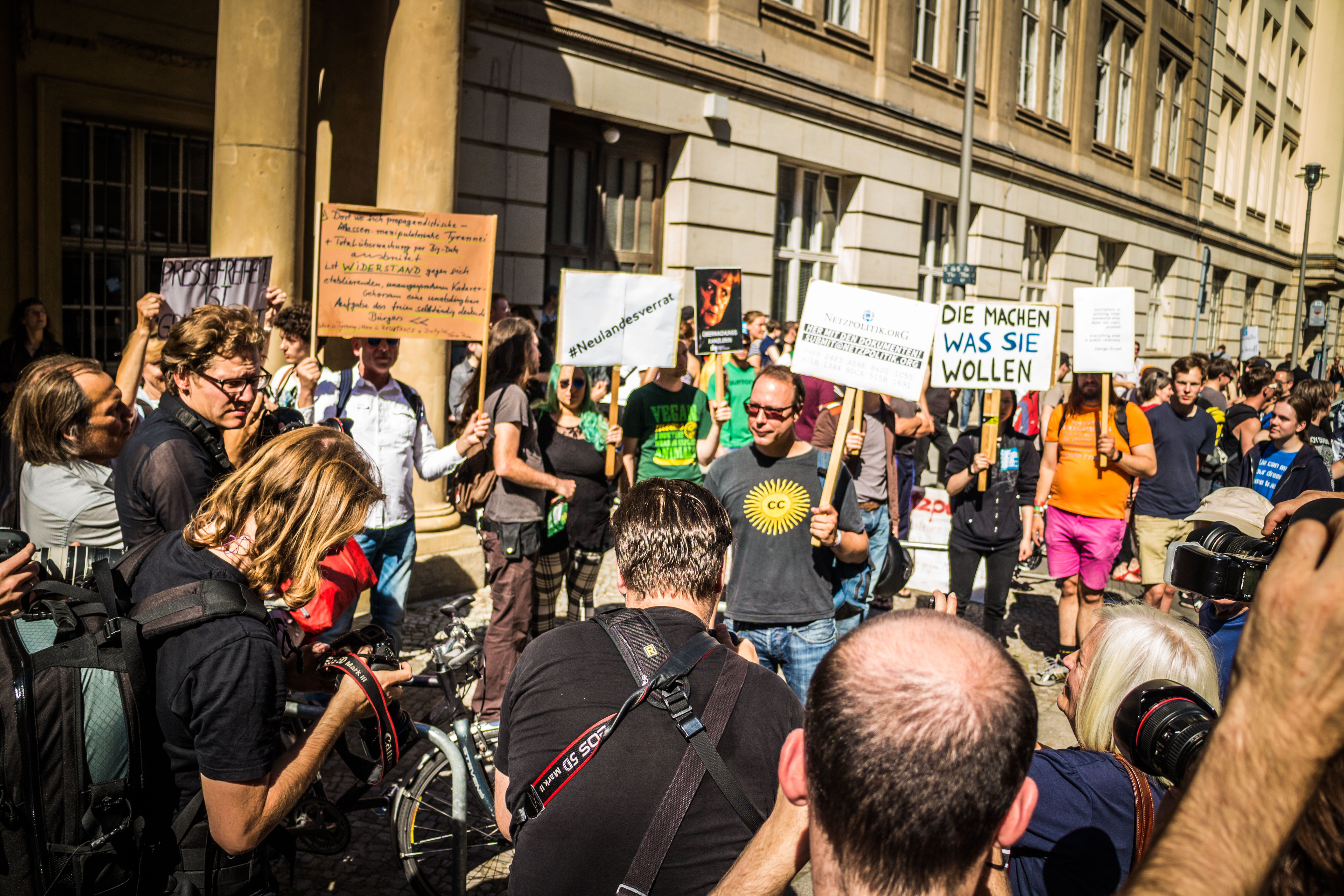
Protestveranstaltung gegenüber dem Justizministerium, Berlin

Im Frühjahr 2015 veröffentlichte das Blog zweimal Ausschnitte aus einem als „VS-VERTRAULICH“ eingestuften Bericht des deutschen Bundesamtes für Verfassungsschutz (BfV). Darin ging es um den Aufbau einer neuen Einheit zur Überwachung des Internets, die Verbindungen und Profile von Radikalen und Extremisten in sozialen Netzwerken wie Facebook analysieren und überwachen soll. Der Präsident des BfV, Hans-Georg Maaßen, erstattete deswegen Strafanzeige. Im Mai 2015 eröffnete der Generalbundesanwalt Harald Range im Zusammenhang mit dem Tatvorwurf des Landesverrates (§ 94 StGB) ein Ermittlungsverfahren gegen den Journalisten und Autor der beiden Artikel Andre Meister, den Blogbetreiber Markus Beckedahl sowie gegen Unbekannt. Begründet wurden in dem Schreiben an Beckedahl die Ermittlungen mit den Worten:

„… im Hinblick auf die Bestimmung des § 78c Abs. 1 Nr. 1 Variante 2 StGB in Verbindung mit § 22 Abs. 1 Alt. 2 Berliner Pressegesetz gebe ich Ihnen Kenntnis davon, dass ich aufgrund von Strafanzeigen des Bundesamtes für Verfassungsschutz gegen Sie ein Ermittlungsverfahren wegen des Verdachts des Landesverrats gemäß §§ 94 Abs. 1 Nr. 2, 25 Abs. 2, 53 StGB eingeleitet habe. Gegenstand des Ermittlungsverfahrens ist die Veröffentlichung der beiden nachgenannten Artikel im Internetblog ‚Netzpolitik.org‘. Sie sind Verantwortlicher des Blogs. Am 25. Februar 2015 um 10:40 Uhr wurde der Artikel mit der Überschrift ‚Geheimer Geldregen: Verfassungsschutz arbeitet an ‚Massenauswertung von Internetinhalten‘ (Updates)‘ veröffentlicht. Anschließend erschien am 15. April 2015 um 9:05 Uhr ein Beitrag mit dem Titel ‚Geheime Referatsgruppe: Wir präsentieren die neue Verfassungsschutz-Einheit zum Ausbau der Internet-Überwachung‘, der seit dem 15. April 2015 um 20:10 Uhr auch in englischer Sprache abrufbar ist.“

Anders als bis Anfang August 2015 dargestellt, wusste auch das Bundesministerium des Innern, dass der Generalbundesanwalt ein Ermittlungsverfahren wegen Verdachts auf Landesverrat gegen die Netzpolitik.org-Journalisten eingeleitet hatte. Das dem Bundesministerium des Innern unterstehende Bundeskriminalamt habe die zuständige Fachabteilung schon im Juni 2015 informiert, dass es vom Generalbundesanwalt mit den konkreten Ermittlungen wegen Verdachts auf Landesverrat beauftragt worden sei. Bekannt war dem Ministerium auch, dass sich das Verfahren gegen einzelne Journalisten richtete.
Am 10. August 2015 wurde das Ermittlungsverfahren gegen netzpolitik.org wegen Verdachts auf Weitergabe von Staatsgeheimnissen vom Generalbundesanwalt eingestellt. Es soll jetzt nur noch von einer Staatsanwaltschaft mit niedrigerer Zuständigkeit Anzeige gegen unbekannte Beamte wegen Weitergabe von Dienstgeheimnissen erhoben werden. Nach Ansicht der ursprünglich Beschuldigten ist die Angelegenheit aber damit noch nicht abgeschlossen, da es z. B. um ihre Ausforschung gehe. Auch nach der Einstellung des Verfahrens wird den ehemals Beschuldigten die Akteneinsicht verwehrt, was gegen § 147 Abs. 1 StPO verstoße, so netzpolitik.org.

#### Reaktionen
Wegen der Parallelen zur Spiegel-Affäre rief der Vorfall große Aufmerksamkeit in deutschsprachigen Medien hervor. Die Deutsche Journalistinnen- und Journalisten-Union in Ver.di forderte die sofortige Einstellung des Ermittlungsverfahrens und einen wirksameren gesetzlichen Schutz von Informanten. Am 30. Juli 2015 verurteilte der Deutsche Journalisten-Verband die Ermittlungen scharf. Das Vorgehen sei ein „unzulässiger Versuch, zwei kritische Kollegen mundtot zu machen“, so der damalige Bundesvorsitzende Michael Konken. Er forderte den Generalbundesanwalt auf, die Ermittlungen unverzüglich einzustellen. Markus Beckedahl erklärte in Interviews mit heise Online und der Tagesschau, dass er die Anzeige für einen Einschüchterungsversuch seitens der Bundesanwaltschaft halte.

„Wir sehen das als Einschüchterungsversuch gegen unsere Arbeit an. Vergangenes Jahr hatte das Bundeskanzleramt Strafanzeigen angekündigt, auch gegen die Süddeutsche Zeitung und den Spiegel. Das wurde zurückgezogen. Jetzt kommt der Angriff auf uns. Wir sind das kleinste Medium, der Aufschrei wäre bei den beiden anderen Presseorganen sicher größer. Wir sehen das auch als Einschüchterungsversuch gegenüber potenziellen Quellen an.“

In Folge der Ermittlungen kam es zu einem bundesweiten Protest. In Berlin demonstrierten zwischen 1300 und 2000 Aktivisten. Bürger, Politiker und Journalisten – darunter Gerhart Baum, Ralf Stegner, Konstantin von Notz, Sahra Wagenknecht, Renate Künast und Christian Lindner – solidarisierten sich mit netzpolitik.org. Range wurde unter anderem ein „Verrat an der Demokratie“ attestiert, einige Kommentatoren fordern seinen Rücktritt. Die Organisation für Sicherheit und Zusammenarbeit in Europa (OSZE) forderte ein Ende der Ermittlungen gegen die Journalisten von Netzpolitik.org. „Die Drohung mit einer Landesverratsklage hat einen eindeutig abschreckenden Effekt auf investigative Journalisten.“
Der Bundesjustizminister Heiko Maas distanzierte sich ebenso von der Bundesanwaltschaft mit den Worten: „… dass ich Zweifel daran habe, ob die Journalisten mit ihrer Veröffentlichung die Absicht verfolgt haben, die Bundesrepublik Deutschland zu benachteiligen oder eine fremde Macht zu begünstigen“. Fraglich sei auch, „ob es sich bei den veröffentlichten Dokumenten um ein Staatsgeheimnis handelt, dessen Veröffentlichung die Gefahr eines schweren Nachteils für die äußere Sicherheit der Bundesrepublik Deutschland herbeiführt“. Dieser Meinung schlossen sich Angela Merkel und Thomas de Maizière später an.
Range erklärte, die Ermittlungen zunächst ruhen zu lassen, und sagte in einem Interview, er sehe mit „Blick auf das hohe Gut der Presse- und Meinungsfreiheit“ von „nach der Strafprozessordnung möglichen Exekutivmaßnahmen ab“. Zunächst sei in dem Ermittlungsverfahren zu klären, ob es sich bei den Veröffentlichungen um die Bekanntgabe eines Staatsgeheimnisses handele, wozu ein externes Sachverständigengutachten eingeholt werden solle, was aber nur durch ein förmliches Ermittlungsverfahren geschehen könne. Die ursprüngliche Strafanzeige habe sich nach Angaben der FAZ aus dem Umfeld der Bundesanwaltschaft „nicht gegen konkrete Personen gerichtet“, sondern gegen „Unbekannt“. Ziel des BfV-Präsidenten Hans-Georg Maaßen sei nicht gewesen, dass gegen Journalisten ermittelt werde, sondern dass die Weitergabe von Geheimdokumenten vereitelt werde. Nur dieses Vorhaben hatte die Billigung der Führung des Bundesinnenministeriums gefunden. Auch deshalb sei Innenminister Thomas de Maizière von den Plänen nicht informiert worden. Informationen der Süddeutschen Zeitung zufolge geht aus den Akten des Landesverratsverfahrens hervor, dass Maaßen hätte wissen müssen, dass das Verfahren sich gegen Journalisten richten würde. In den Medien wurde auch die namentliche Nennung der beiden Journalisten in der Anzeige hervorgehoben, die anscheinend im Widerspruch zu Maaßens Behauptung steht, die Verfolgung der Journalisten sei nicht Ziel der Anzeige gewesen.
Laut heute.de informierte Maaßen den zuständigen Abteilungsleiter sowie die Staatssekretärin im Innenministerium. Diese hielten die Information jedoch „offenbar für politisch so brisant“, dass sie ihren Minister nicht darüber informierten. Der ehemalige Datenschutzbeauftragte Peter Schaar sieht im Innenministerium die politische Verantwortung für die Ermittlungen gegen die Journalisten des Blogs: „Ich gehe davon aus, dass sich Herr Maaßen im Ministerium grünes Licht geholt hat“, die Affäre habe „das Potential, das einen Minister das Amt kosten könnte“.
Am 4. August 2015 warf Harald Range in einer Pressekonferenz Bundesjustizminister Heiko Maas vor, er wolle das Gutachten zurückhalten, weil sein Inhalt politisch nicht opportun sei und den Vorwurf des Landesverrates stütze. Maas widersprach, die Entscheidung, den Auftrag für das Gutachten zurückzunehmen, sei bereits am 31. Juli im Einvernehmen mit Range getroffen worden; zu diesem Zeitpunkt sei noch kein mögliches Ergebnis des Gutachtens bekannt gewesen. Als Konsequenz leitete Maas Schritte zu Ranges Versetzung in den Ruhestand ein. Die Opposition sprach von einem Bauernopfer und forderte mit Blick auf den Anzeigesteller Verfassungsschutzpräsident Maaßen und die beteiligten Ministerien weitere Konsequenzen. In Folge der Entlassung Ranges wurden mehrere Anzeigen gegen Maas gestellt, so dass die Berliner Staatsanwaltschaft den Anfangsverdacht der Strafvereitelung im Amt prüfte.
Der Verein der Bundesrichter und Bundesanwälte am Bundesgerichtshof teilte durch die Bundesrichter Harald Reiter und Christian Tombrink in der ersten Pressemitteilung seit Gründung des Vereins mit, es bestünden „Anhaltspunkte für eine rechtswidrige Behinderung der Ermittlungen des Generalbundesanwalts“. Es sei der Eindruck entstanden, „dass in die laufenden prozessordnungsgemäßen Ermittlungen eingegriffen wurde, um ein bestimmtes – politisch gewolltes – Ergebnis zu erreichen, und zwar durch eine gezielte Steuerung der Beweisaufnahme“. Der Vorsitzende des Bundes Deutscher Kriminalbeamter, André Schulz, war der Ansicht, Maas habe „die Arbeit der Staatsanwaltschaft öffentlich diskreditiert und das Vertrauen in eine objektive Strafverfolgung beschädigt.“ Umgekehrt wurde der Fall in der Presse als einer in einer Reihe von Fällen der jüngeren Vergangenheit diskutiert, in denen Journalisten mit rechtlichen Mitteln eingeschüchtert werden sollten, um ein politisch gewünschtes Ergebnis zu erzielen. Eine Umfrage der Deutschen Journalistinnen- und Journalisten-Union unter 821 Journalisten zeigte, dass diese mehrheitlich (92 % der Befragten) weitere Einschüchterungsversuche von Seiten staatlicher Stellen gegen Journalisten befürchten. In der Presse wurde die Gefahr daraus folgender Selbstzensur als Gefährdung der demokratischen Presseberichterstattung gesehen.
Der CSU-Politiker und stellvertretendes Mitglied im NSA-Untersuchungsausschuss Stephan Mayer hält die Kritik an den Ermittlungen gegen netzpolitik.org für unangebracht. Es sei nicht Aufgabe der Politik, zu bewerten, ob ein hinreichender Anfangsverdacht für Ermittlungen gegeben sei, sagte er. Journalisten und Pressevertreter agierten zudem nicht im luftleeren Raum. Mehrere Juristen, darunter Gerhard Strate, kritisierten jedoch die Aussagen von Range, da die Gesetzeslage die von ihm postulierte „Unabhängigkeit der Justiz“ nicht vorsähe. Dieter Deiseroth, Richter am Bundesverwaltungsgericht in Leipzig, sieht in dem Ermittlungsverfahren die „objektiv[e] Wirkung, investigative Journalisten und unbequeme Kritiker sowie ihre Informanten einzuschüchtern. […] Ebenso kann es kein rechtliches Erfordernis geben, etwas gegen das Recht zu sichern (z. B. durch Geheimhaltung), was nach der verfassungsmäßigen Ordnung Unrecht ist“, so Deiseroth.
Am 5. August 2015 wurde auf der Website netzpolitik.us ein Statement veröffentlicht, das die Einstellung der Ermittlungen fordert. Das Statement wurde u. a. von Julian Assange, Jacob Appelbaum, Glenn Greenwald, Bruce Schneier, Jan Böhmermann, Markus Grill, Jochen Wegner, Eric Jarosinski, Andy Müller-Maguhn, Laura Poitras, Detlef Borchers, John Goetz und Silke Burmester unterzeichnet. Unterstützer konnten ihren Namen auf einer Unterseite veröffentlichen.

## Kosten und Finanzierung
Das Blog wurde bis 2010 über Werbung, Spenden und durch die Agentur Newthinking querfinanziert. Beckedahl bezeichnete dies als „Open-Source-Geschäftsmodell“. Des Weiteren gab es Einnahmen durch Workshops oder Vorträge der einzelnen Autoren.
Im Januar 2013 wurden Kosten und Einnahmen detailliert veröffentlicht. Demnach beliefen sich die Ausgaben pro Monat zu diesem Zeitpunkt auf etwa 6.900 Euro. Darunter waren u. a. einberechnet: Zwei ¾-Vollzeit-Arbeitsplätze; Infrastrukturkosten (ca. 1200 Euro); Rechtsanwaltskosten und Rechnungen für Anfragen nach dem Informationsfreiheitsgesetz (500 Euro). Für den gleichen Zeitpunkt wurden Einnahmen von 2.950 Euro angegeben. Darunter sind: 350 Euro durch Flattr; ca. 50 Euro durch Affiliate-Marketing für Amazon.
Zum zehnten Geburtstag spendete der Chaos Computer Club dem Blog 12.000 Euro. Nach der Berichterstattung über die Ermittlungen wegen angeblichen Landesverrats Ende Juli 2015 hat das Blog innerhalb von zehn Tagen 150.000 Euro an Spenden erhalten, womit laut Beckedahl auch ein möglicher Rechtsweg finanziert werden könnte. Im gesamten Vorjahr 2014 wurden insgesamt knapp 180.000 Euro an Spenden eingenommen.
Seit 2017 veröffentlicht das Blog alle Einnahmen und Ausgaben monatlich in einem Transparenzbericht.
Im Jahr 2018 nahm das Blog etwa 484.600 Euro, ein 98 % davon Spenden. Die Ausgaben beliefen sich auf etwa 486.200 Euro (84 % Personalkosten, 7,8 % Miete, 2,6 % externe Dienstleistungen, 1 % Gebühren).
Im Jahr 2019 beliefen sich die Einnahmen auf etwa 636.000 Euro, der größte Teil über Spenden. Die Anzahl der Spender stieg im Vergleich zum Vorjahr um ca. 50 %, die Spendensumme um ca. 33 %.
Im Jahr 2020 stiegen die Spendeneinnahmen auf 887.000 Euro, eine Steigerung trotz Pandemie um 22 %.
Das Jahresspendenziel für 2021 wurde auf eine Million Euro gesetzt, welches mit der Spendenkampagne „#1MillionForDigitalRights“ begleitet wurde. Das Ziel wurde am 30. Dezember des Jahres erreicht.
2022 wurde das anvisierte Spendenziel von 1.116.000 Euro knapp verfehlt, mit den eingeworbenen 1.026.000 Euro sei das Jahresbudget aber mit „kleinen Einschnitten“ planbar. Finanziert werden Stand 2022 inzwischen 17 Festangestellte auf 12 Vollzeitstellen.
Im Jahr 2023 wurde die Spendenkampagne unter dem Namen „#BullshitBusters“ geführt und erreichte 1.027.246 Euro. Davon werden 20 Mitarbeiter finanziert.

## Auszeichnungen
Das Blog wurde mehrfach ausgezeichnet, so 2005 mit dem Freedom Blog Award, der von Reporter ohne Grenzen verliehen wird, sowie 2006 mit dem Blogstipendium des Magazins jetzt. Bei den LeadAwards 2007 wurde netzpolitik.org in der Kategorie „Bestes Weblog des Jahres“ prämiert. 2008 wurde das Blog in der Kategorie „Information“ für den Grimme Online Award nominiert. 2010 erhielt es den Alternativen Medienpreis.
Bei den LeadAwards 2010 wurde das Blog mit einer Auszeichnung in Silber in der Kategorie „Bestes Weblog des Jahres“ prämiert. 2014 wurde das Blog in der Kategorie „Spezial“ mit einem Grimme Online Award ausgezeichnet. Außerdem vergab das medium magazin im Jahr 2014 in der Kategorie „Journalist des Jahres“ einen dritten Platz an Markus Beckedahl sowie im Jahr 2015 den ersten Platz an das „Team des Jahres“ (Markus Beckedahl, Anna Biselli, Andrea Jonjic, Constanze Kurz, Andre Meister, Tomas Rudl).
Am 5. August 2015 ist die Plattform von „Deutschland – Land der Ideen“, unter der Schirmherrschaft von Joachim Gauck, für ihr Engagement für ein offenes Web und Informationen zur Netzpolitik ausgezeichnet worden. Zur Begründung heißt es:

„Warum darf es im Web keine Zensur geben? Wie lässt sich die Netzneutralität stärken? Wie viel Macht dürfen Internetkonzerne über unsere Daten haben? Die Macher des Weblogs netzpolitik.org engagieren sich seit über zehn Jahren für ein offenes Netz und die digitalen Rechte der Bürger. Ziel ist es, rund um alle Themen zu informieren, die der digitale Wandel mit sich bringt – ob für Kultur, Politik oder Gesellschaft – und eine breite öffentliche Debatte anzustoßen. Der Weblog prägt seit über zehn Jahren den netzpolitischen Diskurs in Deutschland und ist zu einer wichtigen Stimme in der Medienlandschaft geworden.“

Der Medienpreis des Deutschen Bundestages 2016 zeichnete das Blog mit dem zweiten Platz aus, für sein Live-Blog „Wir wollten aus Snowden-Dokumenten lernen, ob wir das auch können“ aus dem NSA-Untersuchungsausschuss.
2018 erhielt das Blog den Günter-Wallraff-Preis für Journalismuskritik.
Am 11. September 2021 wurde Netzpolitik.org mit dem Fritz-Bauer-Preis der Humanistischen Union ausgezeichnet.
2024 erhielt Netzpolitik.org erneut den Alternativen Medienpreis, diesmal für eine Artikelserie über Microsofts Datenmarktplatz Xandr, sowie den Grimme Online Award in der Kategorie „Information“ für die Podcast-Reihe „Systemeinstellungen“ und in der Kategorie „Spezial“ zusammen mit dem Bayerischen Rundfunk für die Recherchen zu den „Databroker Files“.

## Schriften
Seit 2012 erscheint neben weiteren Publikationen unter dem Titel „Jahrbuch Netzpolitik“ zum Jahresende eine Zusammenfassung im Rückblick der netzpolitischen Geschehnisse, angereichert durch Beiträge verschiedener Autoren, veröffentlicht unter Creative-Commons-Lizenz mit Spendenaufforderung. Diese wurden teilweise auch als gedrucktes Buch verlegt. Im Dezember 2015 wurde diese Tradition auf Blog-Posts beschränkt und anschließend als E-Book in der Radical Militant Library veröffentlicht.